# Verbița
Verbiţa é uma comuna romena localizada no distrito de Dolj, na região de Oltênia. A comuna possui uma área de 46,15 km² e sua população era de 1 439 habitantes segundo o censo de 2007.